# Recontracta frisilina
Recontracta frisilina är en fjärilsart som beskrevs av Lancelot A. Gozmany 1978. Recontracta frisilina ingår i släktet Recontracta och familjen Lecithoceridae. Inga underarter finns listade i Catalogue of Life.